# Still (El Oued)
Still (în arabă سطيل) este o comună din provincia El Oued, Algeria.
Populația comunei este de 4.978 de locuitori (2008).